# Episodi di Re di cuori (quarta stagione)
La quarta stagione della serie televisiva Re di cuori è stata trasmessa in Australia sulla rete Nine Network dal 5 febbraio al 13 maggio 2020.
In Italia, la serie andrà in onda prima visione assoluta su Rai 2.
| n° | Titolo originale           | Titolo italiano | Prima TV AUS     | Prima TV Italia |
| -- | -------------------------- | --------------- | ---------------- | --------------- |
| 1  | Hugh Am I?                 |                 | 5 febbraio 2020  |                 |
| 2  | Don't Stop Me Now          |                 | 12 febbraio 2020 |                 |
| 3  | Self-Fulfilling Prophecies |                 | 19 febbraio 2020 |                 |
| 4  | A House Divided            |                 | 26 febbraio 2020 |                 |
| 5  | The Getaway                |                 | 4 marzo 2020     |                 |
| 6  | Oh Baby                    |                 | 11 marzo 2020    |                 |
| 7  | The Sum of All Our Choices |                 | 22 aprile 2020   |                 |
| 8  | Cursed                     |                 | 29 aprile 2020   |                 |
| 9  | Octopus Trap Heart         |                 | 6 maggio 2020    |                 |
| 10 | Ring of Fire               |                 | 13 maggio 2020   |                 |